# Ptolemaida
Ptolemaida (in greco Πτολεμαΐδα?, in greco antico: Πτολεμαΐς, in turco: Kailari, in slavomacedone: Kajlar, Кајлар) è un ex comune della Grecia nella periferia della Macedonia occidentale di 35 539 abitanti secondo i dati del censimento 2001.
È stato soppresso a seguito della riforma amministrativa, detta Programma Callicrate, in vigore dal gennaio 2011 ed è ora compreso nel comune di Eordia.
Viene considerata un'area altamente industrializzata. Nella zona sono presenti 4 centrali elettriche che producono il 70% dell'energia elettrica greca. Nel suo sottosuolo si trovano grandi quantità di lignite, che funge da carburante per le centrali, di proprietà della Dimosia Epicheirisi Ilektrismou (DEI), che è il principale datore di lavoro della città. La città si trova nella valle e nelle montagne di Askio   a sud-ovest e di Vermio a nord-est. È situata a nord di Kozani, ad est di Kastoria, a sud di Florina e a sud-ovest di Edessa.

## Storia
La città prende il nome da un soldato di Alessandro Magno, chiamato Tolomeo. Il nome precedente della città era quello macedone di Kailari. Molti luoghi e città della Macedonia Occidentale ebbero il nome da soldati di Alessandro.
Durante le guerre balcaniche la città venne liberata dagli ottomani il 15 ottobre 1912 da Costantino I di Grecia. Negli anni 1920, i rifugiati provenienti dal Ponto e dall'Asia Minore arrivarono durante la guerra greco-turca e la popolazione esplose. Dopo la II guerra mondiale Ptolemaida e il resto della Grecia sperimentarono tempi difficili per alcuni anni. Negli anni 1950 la città divenne la principale area per l'estrazione della lignite in Grecia.

## Sport
Ptolemaida è ricca di talenti calcistici ed ebbe una leggendaria squadra chiamata "Eordaikos" (in greco "Εορδαϊκός"?). Tra le altre squadre citiamo la AE Ptolemaidas.

## Società

### Etnie e minoranze straniere
Una sostanziosa percentuale dei residenti di Ptolemaida discende dai rifugiati pontici dell'Asia Minore, di lingua greca, che arrivarono in Macedonia alla fine degli anni 1920. Un altro importante gruppo etnico della città sono i Valacchi greci (arumeni).